# Schwimmclub Horgen
El Schwimmclub Horgen es un club acuático suizo en la ciudad de Horgen.
Los principales deportes que se practican en el club son la natación y el waterpolo.

## Historia
El club de natación fue fundado en 1926.  En 1928 fue creado el equipo de waterpolo. 
Es el club más laureado de Suiza, con 29 títulos de liga en 2009.
A nivel internacional su mayor logro se produjo en 1977 cuando llegó a semifinales de la copa de Europa de waterpolo masculino.

## Palmarés
- 29 veces campeón de la liga de Suiza de waterpolo masculino